# Pasteur de Sarrats
Pasteur de Sarrats, o anche Pastore di Serrascuderio (... – Avignone, 11 ottobre 1356), è stato un cardinale e arcivescovo cattolico francese.

## Biografia
Entrò giovane nell'Ordine francescano. Studiò teologia a Parigi laureandosi nel 1333. Godeva della stima di papa Benedetto XII tanto che gli affidò la redazione delle costituzioni Benedictus Deus e della bolla Redemptor noster, con la quale stabiliva nuove regole per l'Ordine. Nel 1337 fu nominato vescovo di Assisi e due anni dopo arcivescovo di Embrun. Fu legato pontificio in Francia e si distinse nella lotta contro l'eresia valdese.
Il 17 dicembre 1350 fu nominato cardinale presbitero del titolo dei Santi Marcellino e Pietro. Partecipò al conclave del 1352 nel quale fu eletto papa Innocenzo VI.
Alla sua morte fu sepolto nella chiesa di San Francesco in Avignone.